# Михаил Ломоносов
Вижте пояснителната страница за други личности с името Ломоносов.
Михаил Василиевич Ломоносов (на руски: Михаи́л Васи́льевич Ломоно́сов) е руски учен, енциклопедист и писател, представител на класицизма.

## Биография и творчество
Ломоносов е роден в село Денисовка (днес Ломоносово, Архангелска област) на 8 ноември (19 ноември нов стил) 1711 г.
Той е професор по химия (1745 г.) в Петербургската академия на науките, Шведската академия на науките (1760 г.), почетен член на Болонската академия на науките (1746 г.).
В писмо до Ойлер от 1748 г., Ломоносов представя идея, която по смисъл предшества закона за запазване на масата при химични реакции. В писмото си до Ойлер пише: „Всички промени в природата са такива, че колкото е взето от едно тяло, толкова е добавено към друго. Така, ако количеството материя намалява на едно място, то се увеличава на друго. Този универсален закон на природата важи за законите на движението. Така тяло, което задвижва други тела, всъщност дава на тези тела силата, която то губи.“
Развива оригинални схващания за молекулярния строеж на веществата и за природата на топлината, която асоциира с движението.
Работи в областта на рудното дело, геологията, металургията, астрофизиката, метеорологията, изучава цветовете, преоткрива производството на много видове стъкло за мозайка, конструира метеорологични и оптични уреди.
Занимава се с астрономия и пръв установява съществуването на атмосфера на планетата Венера (1761 г.). Изследва атмосферното електричество и го обяснява с конвекцията на въздушните маси (1753 г.). При изследване на химични явления за първи път използва представи и методи на физиката и математиката, с което поставя основите на физикохимията.
Ломоносов играе голяма роля за развитието на научната мисъл, за свързването на теорията с практиката и издигането на руската народностна култура. Езиковата му реформа дава тласък за развитието на руския език и в частност научния език, като въвежда в употреба много научни термини от латински чрез транскрипция и транслитерация.
Пише патриотични трагедии, оди, сатири. Бори се срещу реакцията и мракобесието на висшето духовенство.
По негова инициатива е основан Московският университет през 1755 г. Умира на 4 април (15 април нов стил) 1765 г.